# Schachten (Perasdorf)
Schachten ist eine Einöde und Ortsteil der Gemeinde Perasdorf im niederbayerischen Landkreis Straubing-Bogen.

## Geographie
Die Einöde liegt südlich der Gemeindestraße zwischen Kostenz und Höhenberg auf gut 700 Metern Höhenlage am Nordwesthang des Schopf.

## Geschichte
Im Jahr 1831 war Schachten ein Weiler der katholischen Pfarrei Perasdorf im Landgericht Mitterfels. Der Ort hatte zehn Einwohner in 2 Häusern und lag eine Stunde von Perasdorf entfernt. Bei der Volkszählung von 1885 wurden in Schachten ein Wohngebäude und fünf Einwohner festgestellt, 1925 gab es ein Wohngebäude und acht Einwohner. Am 25. Mai 1987 gab es in Schachten ein Gebäude mit Wohnraum und einer Wohnung und keine Einwohner.